# Не будь этой девчонки…
«Не будь этой девчонки…» (латыш. Ja nebūtu šī skuķa...) — детский фильм по мотивам рассказа Эно Рауда «История с летающими тарелками». Снят режиссёром Рихардом Пиксом на Рижской киностудии в 1981 году.

## Сюжет
Во время каникул ребята группируются вокруг Рейниса, умеющего подчинить своему влиянию товарищей. Особняком стоит только Карлис — любознательный школьник, немного наивный мечтатель, любящий и понимающий красоту окружающих мест.
У него возникает симпатия к Герте, девочке, приехавшей из Риги в гости к родственникам. Она с удовольствием слушает рассказы Карлиса об истории их старого города, таинственных пещерах и возможных пришельцах из космоса. От досады Рейнис с помощью ребят устраивает злой розыгрыш, желая посмеяться над непохожим на них мальчишкой.

## В ролях
- Робертс Вилкс — Карлис
- Илзе Клявиня — Герта
- Юрис Кикинас — Рейнис
- Динарс Стундиньш — Юрис
- Лита Дрезиня — Юстина
- Вилмарс Соколовс — Петерис
- Арнис Саулитис — Арнис
- Лига Лиепиня — мать Карлиса
- Ромуалдас Анцанс
- Группа Магнетик бэнд — джаз-бэнд

## Съёмочная группа
- Сценаристы: Юлий Карасик, Алвис Лапиньш
- Режиссёр: Рихард Пикс
- Оператор: Удис Эгле
- Художник: Байба Пика
- Композитор: Мартиньш Браун

## Дополнительная информация
- Съёмки фильма проходили в небольшом латвийском городе Сабиле и его окрестностях.
- В фильме также снималась эстонская рок-группа «Магнетик бэнд».